# Miki Berkovich
Miki Berkovich (in ebraico מיקי ברקוביץ‎?; Kfar Saba, 17 febbraio 1954) è un ex cestista israeliano.

## Carriera
Con Israele ha disputato i Campionati mondiali del 1986 e sette edizioni dei Campionati europei (1973, 1975, 1977, 1979, 1981, 1983, 1985).

## Palmarès
- Campionato israeliano: 16 (Record)

Maccabi Tel Aviv: 1971-72, 1972-73, 1973-74, 1974-75, 1976-77, 1977-78, 1978-79, 1979-80, 1980-81, 1981-82, 1982-83, 1983-84, 1984-85, 1985-86, 1986-87, 1987-88
- Coppa di Israele: 13

Maccabi Tel Aviv: 1971-72, 1972-73, 1974-75, 1976-77, 1977-78, 1978-79, 1979-80, 1980-81, 1981-82, 1982-83, 1984-85, 1985-86, 1986-87
- Coppa dei Campioni: 2

Maccabi Tel Aviv: 1976-77, 1980-81
- Coppa Intercontinentale: 1

Maccabi Tel Aviv: 1980